# بندشتورف
بندشتورف (به آلمانی: Bendestorf) یک شهر و شهرداری |شهر و تقسیمات کشوری سطح دوم در آلمان است که در Jesteburg واقع شده‌است. بندشتورف ۲٬۳۰۲ نفر جمعیت دارد.